# 乃苏寺
乃苏寺，位于西藏自治区拉萨市林周县松盘乡松盘村，是一座藏传佛教寺院。

## 简介
乃苏寺位于林周县松盘乡松盘村。松盘村有松盘庄园遗址，该村附近有林周宗的遗址，以及中国人民解放军第十八军进藏时开辟的“第一块菜园子”。21世纪初，乃苏寺、加查寺是松盘村辖区内唯一两座寺庙，在编僧尼48人。
2012年，该寺的僧人赤列索朗被评为西藏自治区爱国守法先进僧尼。2012年6月30日，拉萨市2012年上半年和谐模范寺庙暨爱国守法先进僧尼表彰大会在拉萨举行，包括乃苏寺在内的拉萨市15个寺庙荣获“拉萨市和谐模范寺庙”称号。
2012年11月25日，西藏军区总医院院长李素芝率领医疗队来到林周县巡诊。他们到达海拔4200多米的乃苏寺。原本只有8名僧人的乃苏寺，此时聚集了数百人，闻讯赶来的有该寺附近的民众以及邻近的仁青查寺、波多寺、毕龙寺等9个寺庙的僧人。医疗队开展了义诊及卫生宣传等活动。